# Carolina Bianchi
Carolina Bianchi (Porto Alegre, 1988) is een Braziliaanse theatermaker, performer en schrijver.

## Biografie
Bianchi groeide op in Brazilië. Haar ouders waren psycholoog en zanger. In São Paulo volgde Bianchi een opleiding tot acteur aan de Escola de Arte Dramática. Na haar afstuderen ambieerde ze een carrière in het schrijven en regisseren van theaterstukken. Vanaf 2015 begon ze met het maken van haar eigen voorstellingen. Echter voelde ze zich ondanks die acteursopleiding niet serieus genomen als theatermaker en regisseur. Nadat in 2019 Jair Bolsonaro aan de macht kwam en de subsidies voor kunst en cultuur werden gekort, besloot Bianchi richting Europa te vertrekken.
In 2020 startte Bianchi de DAS Theatre Master aan de Academie voor Theater en Dans van de Amsterdamse Hogeschool voor de Kunsten. De opleiding rondde ze af in 2022.

#### Carrière
Bianchi richtte in Brazilië haar eigen theatergroep op CARA DE CAVALO wat in het Portugees paardenhoofd betekent. Naast dat ze de voorstellingen schrijft en regisseert, speelt ze er zelf ook in mee.
Nadat Bianchi naar Nederland vertrok, is ze voorstellingen blijven maken met haar gezelschap. Dit deed ze zowel in Brazilië als in Nederland en België gedurende haar residenties die ze bij verschillende theaters en gezelschappen doorliep.
Sinds 2023 is Bianchi als maker verbonden aan Frascati Producties. Daarnaast trad ze in 2025 toe tot het artistieke team van Theater Utrecht.

## Voorstellingen
Het hoofdthema in haar recentste voorstellingen is gendergerelateerd geweld en het discours dat hierover wordt gevoerd. Bianchi werkt dat uit in een drietal subthema's die een rode draad vormen en onderling met elkaar samenhangen:
- de rol van vrouwen in de kunstgeschiedenis
- het verkennen van seksualiteiten die buiten de normatieve seksualiteiten vallen
- de aanwezigheid van niet-menselijke figuren zoals dieren, monsters en machines

Bianchi doet hiervoor uitvoerig onderzoek en dat neemt ze letterlijk mee het toneel op in de vorm van een 500 pagina's tellend stapel papier. Dit onderzoek geeft echter geen concrete oplossingen, maar brengt het spanningsveld en de tegenstrijdigheden rondom het hoofdthema voor het voetlicht. Het publiek wordt hierdoor uitgedaagd om zelf kritisch te reflecteren op het onderwerp.

#### Trilogie
Sinds 2023 werkt Bianchi aan de trilogie ‘Cadela Forca' ofwel ‘wijvenkracht'. Het centrale thema in de trilogie is het geweld tegen vrouwen.
Deel één met de titel Capítulo 1: A Noiva e o Boa Noite was voor het eerst te zien op het Festival D'Avignon in 2023. Deze voorstelling gooide hoge ogen bij (internationale) recensenten. Niet in het minst omdat Bianchi tijdens de voorstelling een daterape-drug neemt waardoor ze te midden van de show buiten westen raakt. Hierna komen haar medespelers op die in verschillende ensceneringen de beelden van een verkrachting ten tonele brengen.
Bianchi is zelf ook slachtoffer geweest van een verkrachting onder invloed van een verkrachtingsdrug. Echter is ‘A noiva e o boa noite' geen autobiografische voorstelling. 
Het tweede deel van de trilogie met de titel Capítulo 2: ‘The brotherhood' ging in première op het Kunstenfestivaldesarts  in Brussel in 2025. Het is een vervolg op het eerste deel van de trilogie, maar kan ook op zichzelf bekeken worden. In deze voorstelling onderzoekt Bianchi het fenomeen ‘broederverbond' in relatie tot misogynie. Zowel voorbeelden uit de (kunst)geschiedenis – de godin Persephone uit de Griekse mythologie – als uit de actualiteiten – de zaak rondom de Franse Gisèle Pelicot – tonen aan dat de ‘broedercultuur' van alle tijden is.
Het derde deel van de trilogie moet nog uitkomen.

## Waardering
In 2024 werd Bianchi genomineerd voor een Theo D'Or in de categorie ‘Meest grensverleggende podiumprestatie'. Deze nominatie kreeg ze voor haar rol als maker van en performer in de voorstelling Cadela Força: Capítulo I: A Noiva e o Boa Noite, Cinderela. In het juryrapport staat: “Bianchi gaat grensverleggend te werk en neemt haar publiek diep de theaterafgrond in mee. Ze gebruikt haar fysiek als kunstwerk en verweeft dat in een totale theaterervaring met een enorm gevoel van urgentie, terwijl ze haar publiek overweldigd achter laat.” De nominatie werd niet door Bianchi verzilverd, de prijs ging naar Princess Isatu Hassan Bangura.
Op de Biënnale van Venetië ontvangt Bianchi  op 19 juli 2025 The Silver Lion in de categorie dans. 
In 2025 werd Carolina Bianchi ook genomineerd Gieskes-Strijbis Podiumprijs 2025.  Op 13 oktober 2025 zal bekend worden wie de prijs zal winnen.

## Werk

### Theater
- Trilogia Cadela Forca, Capítulo 2: ‘The brotherhood' (2025)
- Trilogia Cadela Forca, Capítulo 1: A Noiva e o Boa Noite Cinderela  (2023)
- O tremor magnifico (2020)
- Lobo (2018)
- Quiero hacer el amor (2017)
- Mata-me de prazer (2016)

### Film
- Isolda